# 老挝国家电视台
老挝國家電視台是老挝的國家電視台。目前該電視台提供兩個電視頻道，分別是「老撾國家電視台第1頻道」和「老撾國家電視台第3頻道」。由老挝新聞和文旅部管理。

## 歷史
老撾国家電視台成立并於1983年12月1日起播出电视节目，当时，电视台每周试播两次，后来逐步增加播映时间。1994年起，老撾國家電視台上星播出。1995年，老撾國家電視台第3頻道開播。
2015年9月2日起，老撾國家電視台與越南電視台合作，並由老撾國家電視台製播越南語新聞節目。
2019年9月，在中華人民共和國援建下，老撾國家電視台第3頻道由標清廣播升格為高清廣播。

## 頻道
| 頻道名稱              | 頻道名稱 | 開播年份 | 備註                         |
| 中文                  | 老撾語   | 開播年份 | 備註                         |
| --------------------- | -------- | -------- | ---------------------------- |
| 老撾國家電視台第1頻道 |          | 1983年   | 主要报导政治、经济新闻       |
| 老撾國家電視台第3頻道 |          | 1995年   | 主要播放娱乐、电影及体育节目 |

## 參看
- 老挝国家广播电台：曾一度与该电视台下属的组织。